# Księże Młyny (osada leśna)
Księże Młyny – osada leśna w Polsce położona w województwie łódzkim, w powiecie poddębickim, w gminie Pęczniew.
W latach 1975–1998 miejscowość administracyjnie należała do województwa sieradzkiego.